# Hirsivka, Prîazovske
Hirsivka (în ucraineană Гірсівка) este o comună în raionul Prîazovske, regiunea Zaporijjea, Ucraina, formată numai din satul de reședință.

## Demografie
Componența lingvistică a comunei Hirsivka
     Rusă (81,49%)
     Ucraineană (11,2%)
     Bulgară (4,95%)
     Alte limbi (0,08%)
Conform recensământului din 2001, majoritatea populației comunei Hirsivka era vorbitoare de rusă (81,49%), existând în minoritate și vorbitori de ucraineană (11,2%), bulgară (4,95%) și armeană (2,06%).